# Trappe
 Der er for få eller ingen kildehenvisninger i denne artikel, hvilket er et problem. Du kan hjælpe ved at angive troværdige kilder til de påstande, som fremføres i artiklen.
 Denne artikel bør gennemlæses af en person med fagkendskab for at sikre den faglige korrekthed.

En trappe er en samling af trin, der fører op eller ned, hvor det er upraktisk med en skråning eller en rampe.
For ergonomiens og sikkerhedens skyld er der regler for, hvordan trapper skal opbygges. Reglerne skal sikre, at trapperne hverken bliver for stejle, for smalle eller for uregelmæssige.

## Danske regler for trapper
Tekst mangler, hjælp os med at skrive teksten

## Vindel- og spindeltrapper
En spindeltrappe snor sig omkring en centralt placeret pæl, kaldet en "spindel"; en vindeltrappe er bygget efter samme princip, men har ingen central spindel at sno sig om. En spindeltrappe har typisk kun ét gelænder på ydersiden, mens støtte på indersiden kan findes på den centrale pæl. En kvadratisk vindeltrappe er indpasset efter en kvadratisk trappeskakt, hvorfor trinnene og gelænderet er blevet udvidet og tilpasset formen med uens trin til følge; de er større hvor de skal passe ind i hjørnerne. En klassisk vindeltrappe er tilpasset en cirkulær eller elliptisk trappeskakt og med durchsicht (tysk gennemsyn, lysningen midt i en trappe, som fremkommer i en bygning med flere etager, hvor etageadskillelsen er undladt, ofte i forbindelse med trapperum). En stejl spindeltrappe med central pæl giver en effektiv udnyttelse af gulvpladsen. Cirkulære trapper har en ulempe i at de ofte er meget stejle. Med mindre den centrale pæl er meget bred vil omkredsen af den cirkel der betrædes være så lille at det bliver umuligt at opretholde normal trindybde og -højde uden at kompromittere ståhøjden til ovenliggende etage. For at omgås dette problem har de fleste vindeltrapper stor trinhøjde, men meget smalle trin. De fleste bygningsregler begrænser brugen af vindeltrapper til sekundær brug.[kilde mangler]
Spindeltrapper blev i Middelalderen oftest bygget af sten og gik med uret set fra den opadstigendes synspunkt. Det er misforståelse at en trappe blev valgt til at gå med uret set fra den opadstigendes synspunkt at for at give en angribende sværdkæmpere (der oftest var højrehåndede) en ulempe.
Eksmpler på spindeltrapper er på tårnet i Vor Frelsers Kirke (1750-52) i København, der er bygget i 1700-tallet. Spirets trappe svinger mod uret, fordi spirets arkitekt, Lauritz de Thurah, tog spiret på Sant'Ivo alla Sapienza i Rom som forbillede (opført 1642-60 efter tegninger af Francesco Borromini).[kilde mangler]